# Sylvère Reteau
Pas d'image ? Cliquez ici

a Compétitions nationales et continentales officielles uniquement.

Dernière mise à jour le 7 juin 2024.
Sylvère Reteau, né le 6 novembre 1997 à Dax, est un joueur français de rugby à XV évoluant aux postes de demi de mêlée et de centre.

## Biographie
Né le 6 novembre 1997 à Dax, Sylvère Reteau pratique le rugby à XV vers ses 4 à 5 ans au sein de l'école de rugby de l'US Dax, à partir de la saison 2002-2003. Ayant débuté au poste de centre, il est formé au poste de demi de mêlée, puis entre au centre de formation dacquois lors de la saison 2015-2016. En parallèle de sa formation sportive, il obtient son baccalauréat scientifique, puis suit une classe préparatoire intégrée à Pau pendant trois années via la fédération Gay-Lussac avant d'intégrer la filière chimie génie physique ENSCBP de Pessac en vue d'un diplôme d'ingénieur. En parallèle de ses études, Reteau porte le maillot national en catégorie universitaire à plusieurs reprises,.
Il joue ses premières rencontres professionnelles avec l'équipe première lors de la saison 2017-2018, prenant part à deux rencontres de Pro D2 en déplacement. Bien que le club soit relégué en Fédérale 1 au terme de l'exercice sportif, il reste au club ; Reteau joue ainsi pour la première fois à domicile en équipe première dès le début de la saison 2018-2019. Il prolonge ensuite son contrat pour une saison plus une optionnelle. Alors que l'US Dax s'apprête à disputer l'édition inaugurale de la nouvelle division Nationale, Reteau est confirmé à son poste pour cette saison 2020-2021, puis renouvelle son contrat pour une saison supplémentaire. D'un gabarit plus grand que celui d'un demi de mêlée classique, il développe alors sa polyvalence au poste de centre lors de la saison 2021-2022,, déjà travaillée lors de ses années au centre de formation sur les recommandations de Renaud Dulin,. Toujours dans l'effectif pour la saison 2022-2023, il participe à la remontée de l'US Dax en Pro D2, ainsi qu'à la finale concédée contre le Valence Romans DR. En parallèle de son retour en division professionnelle pendant laquelle il est plus régulièrement utilisé au poste de demi de mêlée, il termine ses études et devient ingénieur chimiste. Au terme de cette saison 2023-2024, son contrat est prolongé pour trois années supplémentaires.

## Palmarès
- Championnat de France de Nationale :
  - Vice-champion : 2023 avec l'US Dax.